# بالس
بالس (أو بارباليسوس) هي قلعة ومدينة أثرية تقع بين مسكنة والطبقة عند انعطاف نهر الفرات إلى الشرق.

## التاريخ
بُنيت المدينة قرب المنطقة الأثرية إيمار خلال العصر الروماني. في عام 235، كانت مسرحاً لمعركة بارباليسوس حيث انتصر جيش الفرس بقيادة سابور الأول ليدخلوا سورية الجوفاء و يحرقوا مدنها مثل أنطاكية، زيوغما و سميساط. تم إعادة إعمار جدرانها في عهد جستينيان الأول (527–565 م).
استخدمت المنطقة كمرفأ نهري لنقل المؤن والذخائر والعتاد سواء من قبل العثمانيين وبعدهم الفرنسيين.
وقد ذكرها أبو العلاء المعري في ديوان اللزوميات بقوله: